# Drohiczany
Drohiczany [pronunciación en polaco: /drɔxiˈt͡ʂanɨ/] es un pueblo ubicado en el distrito administrativo de Gmina Uchanie, dentro del condado de Hrubieszów, voivodato de Lublin, en el este de Polonia. Se encuentra a unos 3 kilómetros al sureste de Uchanie, a 17 kilómetros al noroeste de Hrubieszów, y a 87 kilómetros al sureste de la capital regional Lublin.